# Matteo De Simone
Matteo De Simone (Caserta, 23 gennaio 1955) è un drammaturgo e sceneggiatore italiano.

## Biografia
Ha fondato nel 1977 con Toni Servillo, Sandro Leggiadro, Eugenio Tescione e Riccardo Ragozzino il Teatro Studio di Caserta, gruppo che fece parte della cosiddetta postavanguardia teatrale.
Come sceneggiatore ha vinto la menzione d'onore al Premio Solinas 1995 con la sceneggiatura Delinquente per tendenza e nel 1998 il Premio del Ministero per la migliore sceneggiatura con La scuola del silenzio, entrambi scritti con Ninni Bruschetta. 
Ha collaborato alla sceneggiatura del film di Stefano Incerti Il verificatore, uscito nelle sale nel 1995 (film vincitore di premi italiani e internazionali tra cui David di Donatello, Grolla d'Oro, Globo d'Oro).
Nel 1999 ha partecipato al Festival di Venezia nella Sezione Corti con Pugni nell'aria (Italia, 23'), scritto insieme a Roberto De Francesco.

Negli ultimi anni si è dedicato prevalentemente al teatro, mettendo in scena per Rossoteatro La grande occasione (Alan Bennett) di cui ha curato regia e drammaturgia. È inoltre autore dei monologhi Terra Rossa e "O core mio: Titina, una dei tre". Ha scritto "L'isola", e "Tengo pure il diabete". È coautore degli atti unici "El che" e "Giuseppina".
| Controllo di autorità | VIAF (EN) 90386042 · SBN UBOV678383 |